# Camino inducido
En la teoría de grafos, un camino inducido en un grafo simple no dirigido {\displaystyle G} es un camino que es un subgrafo inducido de {\displaystyle G}, y que corresponde a su vez a un grafo camino. Es decir, es una secuencia de vértices en {\displaystyle G} tal que cada par de vértices adyacentes en la secuencia está conectada por una arista, y cada par de vértices no adyacentes en la secuencia no está conectada por una arista. De manera análoga, un ciclo inducido es un ciclo que es un subgrafo inducido de {\displaystyle G}, y que corresponde a un ciclo sin cuerdas.

## Algoritmos y complejidad
Dado un grafo simple no dirigido {\displaystyle G=(V,E)}, con {\displaystyle n=|V|} y {\displaystyle m=|E|}, y un entero positivo {\displaystyle k\leq n}, decidir si {\displaystyle G} tiene un camino inducido de tamaño al menos {\displaystyle k} es un problema NP-completo. Este resultado se señala en el libro Computers and Intractability: A Guide to the Theory of NP-Completeness, y sus autores, Michael Garey y David S. Johnson, adjudican el resultado a Mihalis Yannakakis. Sin embargo, dado un {\displaystyle k} fijo, contar todos los caminos inducidos de tamaño {\displaystyle k} puede hacerse en tiempo polinomial, aunque contar todos los caminos inducidos para todo {\displaystyle k\leq n} incremente el costo exponencialmente. Más aún, el número de caminos inducidos de tamaño {\displaystyle k} puede acotarse superiormente por {\displaystyle O(nm^{(k-1)/2})}, si {\displaystyle k} es impar, o {\displaystyle O(m^{k/2})}, si {\displaystyle k} es par. Por lo tanto, enumerar todos los caminos inducidos de un tamaño {\displaystyle k} fijo puede hacerse en tiempo polinomial en función del tamaño del grafo.